# Rock urbano

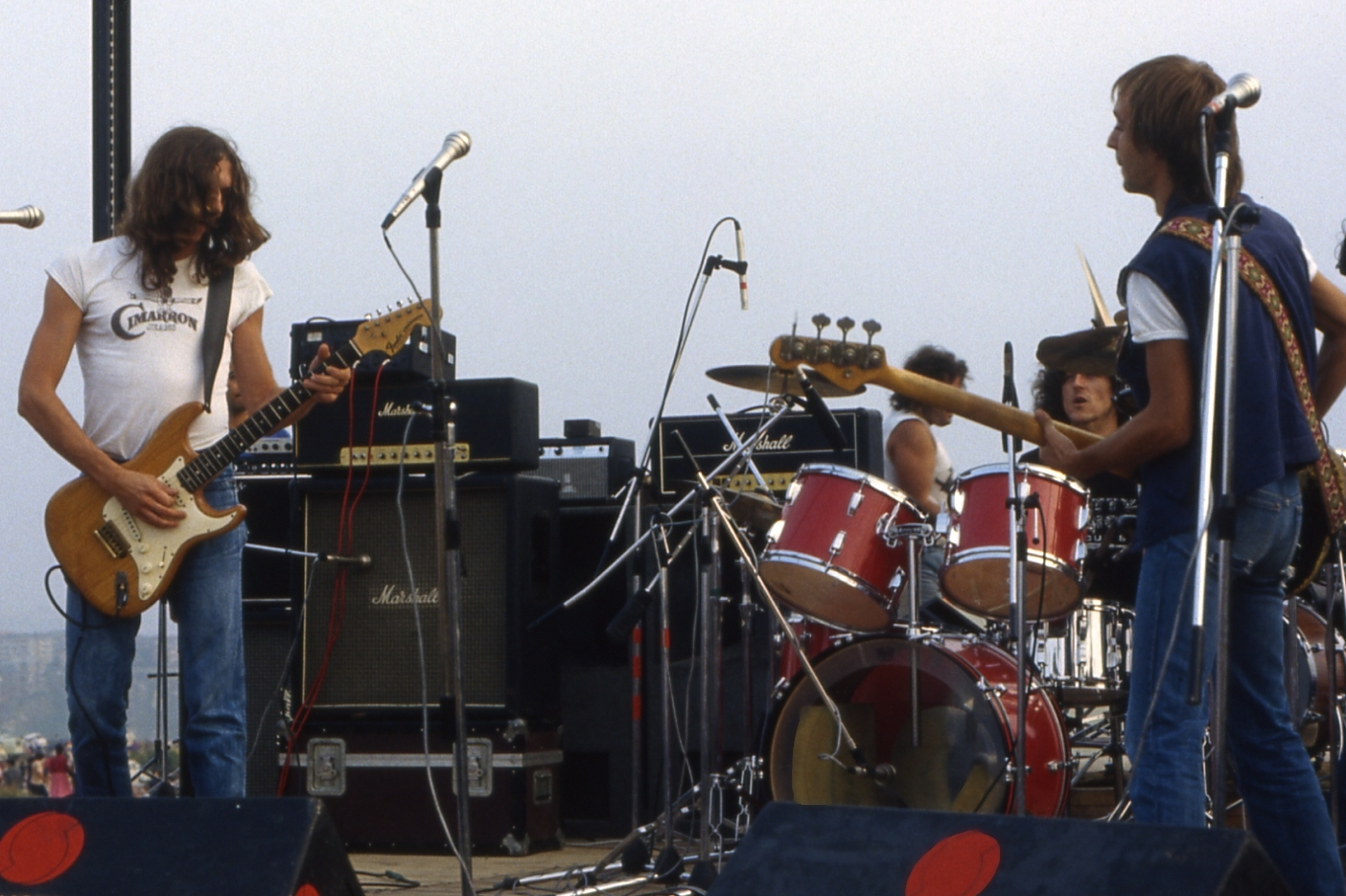
Le groupe Leño en 1981.

Le rock urbano, ou rock urbain, est un terme désignant un courant musical ayant émergé pendant la fin du franquisme et sa transition (essentiellement entre 1973 et 1978).
À l'origine, le mouvement était influencé par des groupes de hard rock tels que Led Zeppelin, Thin Lizzy et Deep Purple, le blues rock des années 1960 et 1970, le rock symphonique et le heavy metal à ses débuts. Ce n’est que beaucoup plus tard, dans les années 1980 et 1990, il s'ouvre à d’autres styles comme le punk rock et le punk hardcore.